# Italië op de Olympische Winterspelen 1980
Tijdens de Olympische Winterspelen van 1980, die in Lake Placid (Verenigde Staten) werden gehouden, nam Italië voor de dertiende keer deel.

## Medailleoverzicht
| Sport   | Olympiër                      | Discipline | Medaille |
| ------- | ----------------------------- | ---------- | -------- |
| Rodelen | Paul Hildgartner              | mannen     | Zilver   |
| Rodelen | Peter Gschnitzer Karl Brunner | dubbel     | Zilver   |

## Deelnemers en resultaten

### Alpineskiën
| Olympiër          | Discipline       | Resultaat | Prestatie                       |
| ----------------- | ---------------- | --------- | ------------------------------- |
| Mauro Bernardi    | reuzenslalom (m) | dnf-1     | opgave run 1                    |
| Mauro Bernardi    | slalom (m)       | dnf-2     | opgave run 2                    |
| Paolo De Chiesa   | slalom (m)       | dnf-1     | opgave run 1                    |
| Giuliano Giardini | afdaling (m)     | 15e       | 1.48,98 (+3,48)                 |
| Alex Giorgi       | reuzenslalom (m) | dnf-2     | opgave run 2                    |
| Piero Gros        | reuzenslalom (m) | dnf-2     | opgave run 2                    |
| Bruno Noeckler    | reuzenslalom (m) | 6e        | 2.42,95 (+2,21) 1.20,99+1.21,96 |
| Bruno Noeckler    | slalom (m)       | dnf-1     | opgave run 1                    |
| Herbert Plank     | afdaling (m)     | 6e        | 1.47,13 (+1,63)                 |
| Gustav Thöni      | slalom (m)       | 8e        | 1.45,99 (+1,73) 54,79+51,20     |
| Wanda Bieler      | reuzenslalom (v) | dnf-1     | opgave run 1                    |
| Wilma Gatta       | slalom (v)       | 10e       | 1.29,94 (+4,85) 44,46+45,48     |
| Claudia Giordani  | reuzenslalom (v) | 10e       | 2.46,27 (+4,61) 1.17,72+1.28,55 |
| Claudia Giordani  | slalom (v)       | 5e        | 1.29,12 (+4,03) 44,42+44,70     |
| Cristina Gravina  | afdaling (v)     | 15e       | 1.40,99 (+3,47)                 |
| Mariarosa Quario  | reuzenslalom (v) | dnf-2     | opgave run 2                    |
| Mariarosa Quario  | slalom (v)       | 4e        | 1.27,92 (+2,83) 43,63+44,29     |
| Daniela Zini      | reuzenslalom (v) | dnf-1     | opgave run 1                    |
| Daniela Zini      | slalom (v)       | 7e        | 1.29,22 (+4,13) 45,08+44,14     |

### Biatlon
| Olympiër                                                        | Discipline             | Resultaat | Prestatie                                                                                            |
| --------------------------------------------------------------- | ---------------------- | --------- | --- |
| Angelo Carrara                                                  | 20 km (m)              | 21e       | 1:15.31,89 (+7.15,58) pen.: 3 (2 / 1 / 0 / 0)                                                        |
| Adriano Darioli                                                 | 10 km (m)              | 25e       | 36.14,17 (+4.03,48) pen.: 5 (1 / 4)                                                                  |
| Adriano Darioli                                                 | 20 km (m)              | 19e       | 1:15.11,22 (+6.54,91) pen.: 5 (0 / 1 / 0 / 4)                                                        |
| Arduino Tiraboschi                                              | 10 km (m)              | 31e       | 36.39,98 (+4.29,29) pen.: 3 (1 / 2)                                                                  |
| Arduino Tiraboschi                                              | 20 km (m)              | 10e       | 1:13.06,05 (+4.49,74) pen.: 2 (1 / 1 / 0 / 0)                                                        |
| Luigi Weiss                                                     | 10 km (m)              | 18e       | 35.37,72 (+3.27,03) pen.: 3 (0 / 3)                                                                  |
| Arduino Tiraboschi Adriano Darioli Celestino Midali Luigi Weiss | 4x7,5 km estafette (m) | 9e        | 1:40.20,79 (+6.17,52) pen.: 2-15 (0-3 / 0-3 / 1-4 / 1-5) (24.15,71 / 24.27,55 / 25.45,94 / 25.51,59) |

### Bobsleeën
| Olympiër                                                | Discipline              | Resultaat | Prestatie                                               |
| ------------------------------------------------------- | ----------------------- | --------- | ------------------------------------------------------- |
| Andrea Jory Edmund Lanziner                             | 2-mansbob (m) Italië I  | 14e       | 4.16,34 (+6,98) (1.03,73 / 1.04,19 / 1.03,97 / 1.04,45) |
| Giuseppe Soravia Georg Werth                            | 2-mansbob (m) Italië II | 16e       | 4.18,17 (+8,81) (1.04,75 / 1.04,81 / 1.04,30 / 1.04,31) |
| Andrea Jory Edmund Lanziner Georg Werth Giovanni Modena | 4-mansbob (m) Italië I  | 11e       | 4.05,30 (+5,38) (1.01,26 / 1.01,66 / 1.01,01 / 1.01,37) |

### Kunstrijden
| Olympiër        | Discipline | Resultaat | Prestatie               |
| --------------- | ---------- | --------- | ----------------------- |
| Susanna Driano  | vrouwen    | 8e        | pc. 77,0; 172,8 punten  |
| Franca Bianconi | vrouwen    | 19e       | pc. 171,0; 144,8 punten |

### Langlaufen
| Olympiër                                                             | Discipline            | Resultaat | Prestatie                                                         |
| -------------------------------------------------------------------- | --------------------- | --------- | ----------------------------------------------------------------- |
| Giulio Capitanio                                                     | 15 km (m)             | 39e       | 45.10,40 (+3.12,77)                                               |
| Giulio Capitanio                                                     | 30 km (m)             | 27e       | 1:33.07,48 (+6.04,68)                                             |
| Giulio Capitanio                                                     | 50 km (m)             | 19e       | 2:37.01,40 (+9.36,80)                                             |
| Benedetto Carrara                                                    | 30 km (m)             | 34e       | 1:34.27,45 (+7.24,65)                                             |
| Maurilio De Zolt                                                     | 15 km (m)             | 31e       | 44.43,19 (+2.45,56)                                               |
| Maurilio De Zolt                                                     | 30 km (m)             | 20e       | 1:31.43,74 (+4.40,94)                                             |
| Maurilio De Zolt                                                     | 50 km (m)             | dnf       | opgave                                                            |
| Gianfranco Polvara                                                   | 50 km (m)             | 32e       | 2:41.51,58 (+14.26,98)                                            |
| Roberto Primus                                                       | 30 km (m)             | 43e       | 1:37.55,47 (+10.52,67)                                            |
| Roberto Primus                                                       | 50 km (m)             | 25e       | 2:38.10,10 (+10.45,50)                                            |
| Giampaolo Rupil                                                      | 15 km (m)             | dnf       | opgave                                                            |
| Giorgio Vanzetta                                                     | 15 km (m)             | 34e       | 44.52,18 (+2.54,55)                                               |
| Maurilio De Zolt Benedetto Carrara Giulio Capitanio Giorgio Vanzetta | 4x10 km estafette (m) | 6e        | 2:01.09,93 (+4.06,47) (30.15,96 / 31.10,76 / 30.01,62 / 29.41,59) |

### Rodelen
| Olympiër                       | Discipline | Resultaat | Prestatie                                             |
| ------------------------------ | ---------- | --------- | ----------------------------------------------------- |
| Paul Hildgartner               | mannen     | Zilver    | 2.55,372 (+0,576) (43,652 / 44,000 / 43,708 / 44,012) |
| Ernst Haspinger                | mannen     | 21e       | 3.03,416 (+8,620) (43,435 / 43,833 / 43,592 / 52,556) |
| Karl Brunner                   | mannen     | dnf-1     | opgave run 1 (opgave / )                              |
| Angelika Aukenthaler           | vrouwen    | 11e       | 2.40,651 (+4,114) (39,829 / 41,043 / 39,919 / 39,860) |
| Monika Auer                    | vrouwen    | 16e       | 2.43,033 (+6,496) (40,590 / 40,319 / 41,269 / 40,855) |
| Maria Luise Rainer             | vrouwen    | dnf-3     | opgave run 3 (52,277 / 42,852 / opgave / )            |
| Peter Gschnitzer Karl Brunner  | dubbel     | Zilver    | 1.19,606 (+0,275) (39,549 / 40,057)                   |
| Hansjörg Raffl Alfred Silginer | dubbel     | 5e        | 1.19,976 (+0,645) (39,823 / 40,153)                   |

### Schaatsen
| Olympiër           | Discipline   | Resultaat | Prestatie           |
| ------------------ | ------------ | --------- | ------------------- |
| Maurizio Marchetto | 1500 m (m)   | 28e       | 2.07,45 (+12,01)    |
| Maurizio Marchetto | 5000 m (m)   | 23e       | 7.35,50 (+33,21)    |
| Maurizio Marchetto | 10.000 m (m) | 22e       | 15.56,73 (+1.28,60) |
| Giovanni Paganin   | 500 m (m)    | 28e       | 40,42 (+2,39)       |
| Giovanni Paganin   | 1000 m (m)   | 28e       | 1.21,50 (+6,32)     |
|                    |              |           |                     |
| Marzia Peretti     | 500 m (v)    | dnf       | opgave              |
| Marzia Peretti     | 1000 m (v)   | 36e       | 1.35,66 (+11,56)    |

### Schansspringen
| Olympiër    | Discipline         | Resultaat | Prestatie                                        |
| ----------- | ------------------ | --------- | ------------------------------------------------ |
| Lido Tomasi | normale schans (m) | 38e       | 192,5 punten 93,4 p. (72,0 m) + 99,1 p. (74,0 m) |
| Lido Tomasi | grote schans (m)   | 46e       | 169,1 punten 83,2 p. (87,5 m) + 85,9 p. (88,0 m) |

Andorra · Argentinië · Australië · België · Bolivia · Bondsrepubliek Duitsland · Bulgarije · Canada · China · Costa Rica · Cyprus · Duitse Democratische Republiek · Finland · Frankrijk · Griekenland · Groot-Brittannië · Hongarije · IJsland · Italië · Japan · Joegoslavië · Libanon · Liechtenstein · Mongolië · Nederland · Nieuw-Zeeland · Noorwegen · Oostenrijk · Polen · Roemenië · Sovjet-Unie · Spanje · Tsjecho-Slowakije · Verenigde Staten · Zuid-Korea · Zweden · Zwitserland